# فهدي (اسم)
فهدي هو اسم علم مذكر من أصل عربي، ومعناه هو نسبة إلى الفهد، الحيوان المفترس المعروف، لونه أسود وفيه بقع، وحجمه أصغر من حجم النمر، وهو اسم مشهور في الجزيرة العربية.

## وصلات خارجية
- موسوعة السلطان قابوس لأسماء العرب نسخة محفوظة 5 أبريل 2019 على موقع واي باك مشين.